# Dominicus Meier

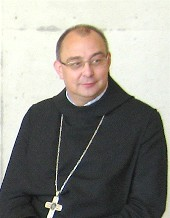
Abt Dominicus Meier OSB (2010)

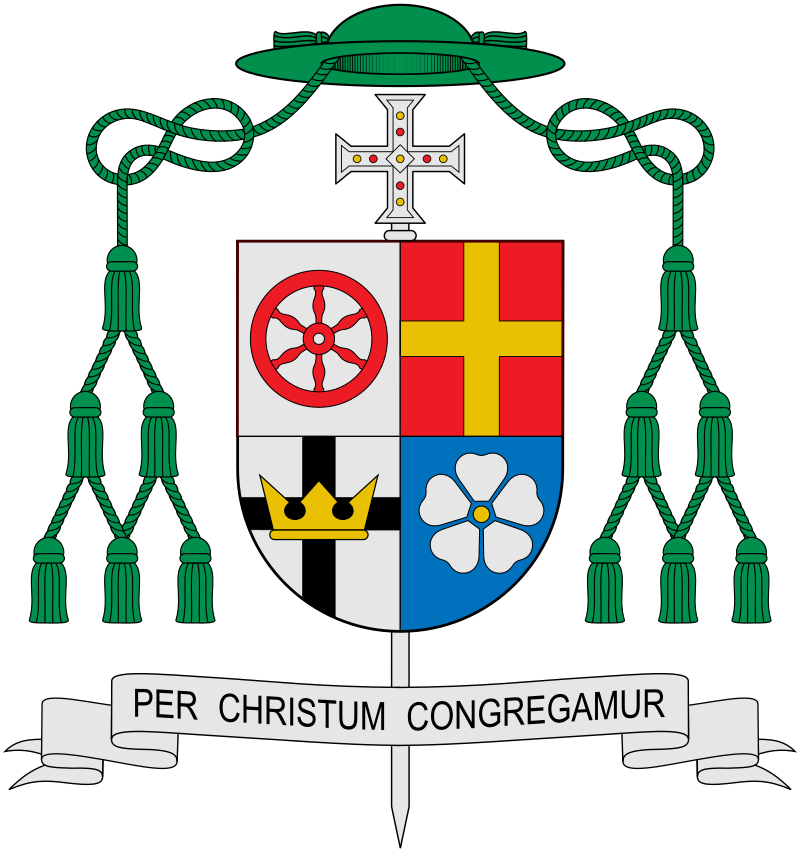
Wappen von Dominicus Meier als Bischof von Osnabrück

Dominicus Meier OSB (* 10. Juli 1959 in Heggen als Michael Meier) ist ein deutscher römisch-katholischer Benediktinermönch und Bischof von Osnabrück. Zuvor war er Abt der Abtei Königsmünster in Meschede und dann Weihbischof in Paderborn.

## Leben
Er wurde als Michael Meier geboren und wuchs in Grevenbrück auf. Nach Ausbildung und kurzer Berufserfahrung als Justizangestellter beim Amtsgericht Lennestadt sowie anschließendem Abitur am Clemens-Hofbauer-Kolleg in Bad Driburg trat er 1982 in die Benediktinerabtei Königsmünster ein, nahm den Ordensnamen Dominicus an, studierte in Würzburg und Münster Theologie und wurde anschließend in Salzburg in Kirchenrecht promoviert. Von 1989 bis 1991 war er Diözesanrichter am Diözesangericht Salzburg, habilitierte sich 1999 in Kirchenrecht und war seit 2000 als ordentlicher Professor für Kirchenrecht an der Ordenshochschule der Pallottiner in Vallendar (siehe Vinzenz Pallotti University) tätig. Außerdem war er von 1992 bis 2001 Mitarbeiter am Erzbischöflichen Offizialat des Erzbistums Paderborn als Ehebandverteidiger und seit 1994 als Kirchenanwalt. Vom 30. August 2013 bis zum 27. April 2022 war er Offizial im Erzbistum Paderborn als Nachfolger von Wilhelm Hentze.
Dominicus wurde in sein Amt als dritter Abt der Mescheder Abtei Königsmünster am 31. August 2001 für die Dauer von zwölf Jahren gewählt. Abt Dominicus erhielt am 6. Oktober 2001 vom damaligen Erzbischof Johannes Joachim Kardinal Degenhardt die Abtsbenediktion. Sein Wahlspruch als Abt lautete Per Christum congregamur – Durch Christus werden wir zusammengeführt. Seine Amtszeit endete am Pfingstsonntag, dem 19. Mai 2013, mit seinem Rücktritt. Als Nachfolger wurde am 8. Juni 2013 Pater Aloysius Althaus gewählt. In der Abtei Königsmünster war er zuvor viele Jahre Vertreter des Schulträgers am abteieigenen Gymnasium und als solcher vor allem für die finanziellen Belange der Schule verantwortlich. Wegen seiner besonderen Kenntnisse im Kirchen- und Ordensrecht ist Dominicus bei vielen Ordensgemeinschaften ein häufig angefragter Ratgeber.
Am 1. September 2013 wurde er von Erzbischof Hans-Josef Becker zum Offizial des Erzbistums Paderborn berufen.
Dominicus Meier engagiert sich für zahlreiche Sozialprojekte im Heiligen Land. 2008 wurde er vom Kardinal-Großmeister John Patrick Kardinal Foley zum Großoffizier des Ritterordens vom Heiligen Grab zu Jerusalem ernannt und am 25. Oktober 2008 im Erfurter Dom durch den Erzbischof Reinhard Marx, Großprior der deutschen Statthalterei, in den Orden investiert. Von 2012 bis 2017 war er Prior der Komturei St. Benedikt Meschede des Päpstlichen Laienordens.
Am 15. Juli 2015 ernannte Papst Franziskus Dominicus Meier zum Titularbischof von Castro di Sardegna und zum Weihbischof in Paderborn. Erzbischof Hans-Josef Becker spendete ihm am 27. September desselben Jahres im Paderborner Dom die Bischofsweihe. Mitkonsekratoren waren die Paderborner Weihbischöfe Manfred Grothe und Matthias König.
Am 28. Mai 2024 ernannte ihn Papst Franziskus zum Bischof von Osnabrück. Am 27. August 2024 legte er vor dem niedersächsischen Ministerpräsidenten Stephan Weil den Treueid ab. Meier trat sein Amt am 8. September 2024 mit dem Einführungsgottesdienst im Osnabrücker Dom an.
Meier ist Mitglied der  Kommission für Geistliche Berufe und Kirchliche Dienste sowie der Kommission für Erziehung und Schule der Deutschen Bischofskonferenz. Am 21. Juni 2021 berief ihn Papst Franziskus zum Mitglied der Apostolischen Signatur. Die Ernennung gilt für eine Amtszeit von fünf Jahren.

## Wappen und Wahlspruch

Wappen von Dominicus Meier als Weihbischof

Das Wappen von Dominicus Meier, das er als Weihbischof von Paderborn führte, ist in drei Teile aufgeteilt. Den oberen Teil bildet das Wappen des Erzbistums Paderborn. Das untere heraldisch rechte Feld zeigt das Wappen der Abtei Königsmünster, die sauerländische Heckenrose im heraldisch linken unteren Feld vollendet das Wappen.
Der Wahlspruch „PER CHRISTUM CONGREGAMUR“ lautet übersetzt: „Durch Christus werden wir zusammengeführt“. Dieser Spruch ist angelehnt an die Antiphon Ubi caritas der Liturgie des Gründonnerstags.
Das Wappen von Dominicus Meier als Bischof von Osnabrück ist geviert und wird ergänzt durch ein rotes Rad auf silbernem Grund, das Bistumswappen von Osnabrück.

## Schriften
- Verwaltungsgerichte für die Kirche in Deutschland? Von der gemeinsamen Synode 1975 zum Codex Iuris Canonici 1983. Ludgerus-Verlag, Essen 2001 (Münsterischer Kommentar zum Codex iuris canonici, Beiheft, 28), ISBN 3-87497-235-6.
- Der Curator im kanonischen Prozeßrecht. Ludgerus-Verlag, Essen 1998 (Münsterischer Kommentar zum Codex iuris canonici, Beiheft, 20), ISBN 3-87497-226-7.
- Die Rechtswirkungen der klösterlichen Profeß: eine rechtsgeschichtliche Untersuchung der monastischen Profeß und ihrer Rechtswirkungen unter Berücksichtigung des Staatskirchenrechts. Lang, Frankfurt am Main, Berlin, u. a. 1993 (Europäische Hochschulschriften, Reihe 23, Theologie, 486), ISBN 3-631-46188-7.
- Redaktion von 50 Jahre Abteierhebung. Meschede 2006.